# بايبر للطائرات
بايبر للطائرات  (بالإنجليزية: Piper Aircraft)‏ هي شركة لتصنيع الطائرات ذات الاستخدامات العامة، تأسست في 1927. يقع مقرها في مطار فيرو بيتش المحلي في فيرو بيتش، فلوريدا، الولايات المتحدة. ومملوكة من قبل حكومة بروناي جنبا إلى جنب مع بيتشكرافت وسيسنا، وكانت في وقت من الاوقات تعتبر واحدة يعتبر من «الثلاثة الكبار» في مجال تصنيع الطائرات ذات الاستخدامات العامة.
في الفترة مابين تأسيسها في عام 1927 حتى نهاية عام 2009، كانت الشركة قد أنتجت 144,000 طائرة في 160 شهادة نماذج، منها 90,000 مازالت تحلق.

## وصلات خارجية
- الموقع الإلكتروني